# Comuna Bosivka, Lîseanka
Bosivka (în ucraineană Босівка) este o comună în raionul Lîseanka, regiunea Cerkasî, Ucraina, formată din satele Bosivka (reședința) și Tovsti Rohî.

## Demografie
Componența lingvistică a comunei Bosivka
     Ucraineană (99,02%)
     Alte limbi (0,79%)
Conform recensământului din 2001, majoritatea populației comunei Bosivka era vorbitoare de ucraineană (99,02%), existând în minoritate și vorbitori de alte limbi.